# Amandititita
Amanda Lalena Escalante Pimentel, mais conhecida como Amandititita (Tampico, 3 de agosto de 1979), é uma cantora mexicana. Designada também como "La reina de anarcumbia", é filha do músico Rockdrigo González e esposa de Ulises Lozano, membro da banda Kinky.

## Discografia
- Amandititita (2008)
- La Descarada (2009)
- Mala Fama (2013)